# Мінгячевірська ГЕС
Мінгячеві́рська гідроелектроста́нція, Мінгячевірська ГЕС (азерб. Mingəçevir SES) — гідроелектростанція в Азербайджані на річці Кура, поблизу міста Мінгечаур. Найбільша ГЕС в Закавказзі.

## Історія
Рішення про будівництво Мінгячевірського гідровузла було прийнято Радою народних комісарів СРСР в липні 1945. Мінгячевірська ГЕС будувалася протягом 9 років і була введена в експлуатацію в 1954 році.
Під час будівництва археологи дослідили Археологічний комплекс Мінгячевір.
Через рік була введена в експлуатацію менш потужна Варварінська ГЕС, розташована на 14 кілометрів нижче за течією і є регулятором води, що пропускається Мінгячевірською ГЕС. Разом вони утворюють Куринський каскад ГЕС. За даними агенції «Новини-Азербайджан» з посиланням на ВАТ ««Азеренерджі»» за весь час експлуатації (за даними на кінець 2008 року) ГЕС виробила понад 58,1 мільярда кВт·год, з них понад 1 мільярда кВт·год за 2008 рік; вироблення станції оцінюється приблизно в 940 мільйонів кВт·год.